# Eutheia scydmaenoides
Eutheia scydmaenoides är en skalbaggsart som beskrevs av Stephens 1830. Eutheia scydmaenoides ingår i släktet Eutheia, och familjen glattbaggar. Arten är reproducerande i Sverige.